# Harku
Harku (německy Hark) je městečko v estonském kraji Harjumaa, samosprávně patřící do obce Harku, která je podle něho pojmenována.